# Attentat de Tall Tamer
L'attentat de Tall Tamer du 10 décembre 2015 a lieu lors de la guerre civile syrienne.

## Prélude
Située dans le gouvernorat de Hassaké, Tall Tamer est tenue par les Kurdes des YPG. Au début de l'année 2015, ces derniers avaient repoussé une offensive de l'État islamique près de la ville. Les djihadistes avaient cependant enlevé plus de 200 chrétiens assyriens dans des villages des environs.

## Déroulement
Le 10 décembre 2015, trois camions piégés explosent à l'intérieur de la ville de Tall Tamer ; un près d'un hôpital, un autre près d'un marché et le dernier dans un quartier résidentiel.

## Revendication
Les YPG accusent aussitôt dans un communiqué l'État islamique d'être responsables de l'attaque. L'EI revendique effectivement dans un communiqué diffusé sur les réseaux sociaux et affirme que l'opération a été menée par trois kamikazes.

## Bilan humain
Le jour même de l'attaque, l'Observatoire syrien des droits de l'homme (OSDH) affirme que l'attentat a fait au moins 26 morts — dont 20 Kurdes, quatre assyriens et deux Arabes — et 120 blessés. Parmi les morts figurent quatre femmes et un médecin, mais l'OSDH indique que le bilan risque d'augmenter,.
Redur Xelil, un porte-parole des YPG, affirme quant à lui qu'entre 50 et 60 personnes ont été tuées et plus de 80 blessés.
Dans son communiqué, l'État islamique affirme que plus de 60 personnes ont été tuées.
Selon l'OSDH, un nombre inconnu d'Assayech — les forces de sécurité kurdes qui assurent les fonctions de police — figurent parmi les morts, en revanche pour Redur Xelil toutes les victimes sont des civils.